# Ũ̂
Ũ̂ (minuscule : ũ̂), appelé U tilde accent circonflexe, est une lettre latine utilisée dans l’orthographe standardisée des langues du Congo-Kinshasa dont le ngbaka minangende, et utilisée dans l’écriture du lyélé au Burkina Faso.
Elle est formée de la lettre U avec un tilde suscrit et un accent circonflexe.

## Utilisation
En ngbaka minangende, le ‹ ũ̂ › est utilisé dans les ouvrages linguistiques pour représenter la voyelle /u/ nasalisée avec un ton tombant ; la nasalisation est indiquée à l’aide du tilde, et le ton est indiqué à l’aide de l’accent circonflexe. Dans l’orthographe, le ton est habituellement indiqué uniquement lorsqu’il y a ambigüité.

## Représentations informatiques
Le U tilde accent circonflexe peut être représenté avec les caractères Unicode suivants : 
- précomposé (Latin étendu A, diacritiques)[1],[2] :

| formes    | représentations | chaînes de caractères | points de code | descriptions                                                   |
| --------- | --------------- | --------------------- | -------------- | -------------------------------------------------------------- |
| capitale  | Ũ̂               | Ũ◌̂                    | U+0168 U+0302  | lettre majuscule latine u tilde diacritique accent circonflexe |
| minuscule | ũ̂               | ũ◌̂                    | U+0169 U+0302  | lettre minuscule latine u tilde diacritique accent circonflexe |

- décomposé (latin de base, diacritiques) :

| formes    | représentations | chaînes de caractères | points de code       | descriptions                                                               |
| --------- | --------------- | --------------------- | -------------------- | -------------------------------------------------------------------------- |
| capitale  | Ũ̂               | U◌̃◌̂                   | U+0055 U+0303 U+0302 | lettre majuscule latine u diacritique tilde diacritique accent circonflexe |
| minuscule | ũ̂               | u◌̃◌̂                   | U+0075 U+0303 U+0302 | lettre minuscule latine u diacritique tilde diacritique accent circonflexe |